# Речанская волость (Сумский уезд)
Речанская волость — административно-территориальная единица Сумского уезда Харьковской губернии в составе Российской империи. Административный центр — слобода Речки.
В состав волости входило 1033 дворов в 8-и поселениях 8-и общин из которых 5 сельских:
- слобода Речки.

В 1885 году в волости проживало 2698 человек мужского пола и 2893 — женского. Крупнейшие поселения волости по состоянию на 1914 год:
- село Реки — 10436 жителей;
- село Павловка — 4924 жители.

Старшиной волости являлся Андрей Максимовичм Закома, волостным писарем был Иван Яковлевич Коваленко, председателем волостного суда — Моисей Данилович Солодовник.